# Immagina (Fudasca)
Immagina è un singolo del rapper italiano Fudasca, pubblicato il 20 settembre 2024, con la collaborazione di Tredici Pietro, Francesca Michielin e Mecna.

## Descrizione
Prodotto dallo stesso Fudasca, il brano è stato scritto dallo stesso artista con i tre artisti collaboratori, Alfa, Gianfranco Federico e Manuele Aiello. In un'interivista rilasciata a Rockol, Fudasca ha raccontato il significato del brano:

## Accoglienza
Lorenza Ferraro di  All Music Italia, afferma che si tratta di un brano dallo «stile lo-fi», in cui «rime crude e serrate dei due rapper si alternano così a un ritornello più dolce e melodico di Michielin», lasciando trasparire nelle strofe «il ricordo e la nostalgia delle storie d’amore interminabili dell’epoca dei nostri nonni; [...] le ultime parole si dissolvono nel vuoto, lasciando dietro di sé un silenzio malinconico».

## Promozione
Il 17 settembre 2024 brano è stato eseguito in anteprima dal vivo dagli artisti nel corso del Suzuki Music Party, andato in onda sul Nove il 22 settembre successivo.

## Tracce
Testi e musiche di Gianfranco Federico, Manuele Aiello, Fudasca, Andrea De Filippi, Edoardo Chierici, Corrado Grilli, Pietro Morandi, Francesca Michielin.
1. Solite chiacchiere – 2:58